# Who Is Harry Kellerman and Why Is He Saying Those Terrible Things About Me?
Who Is Harry Kellerman and Why Is He Saying Those Terrible Things About Me? és una pel·lícula estatunidenca dirigida per Ulu Grosbard, estrenada l'any 1971.

## Argument
Georgie Soloway, un famós però també neuròtic compositor de cançons, està travessant una profunda crisi vital. Està convençut que tots els seus fracassos amorosos no es deuen als seus errors, sinó a la intervenció i influència del misteriós Harry Kellerman.

## Repartiment
- Dustin Hoffman: Georgie Soloway
- Barbara Harris: Allison Densmore
- Jack Warden: Dr. Solomon F. Moses
- David Burns: Leon Soloway
- Gabriel Dell: Sidney Gill
- Betty Walker: Margot Soloway
- Rosa Gregorio: Gloria Soloway
- Dom DeLuise: Irwin Marcy
- Rudy Bond: Newsdealer
- Herbie Faye: Divorciada
- Shel Silverstein: Bernie